# Пелинце
Пелинце (мкд. Пелинце) је насеље у Северној Македонији, у северном делу државе. Пелинце припада општини Старо Нагоричане.
У Пелинцу се налази истоимени Меморијални комплекс „Пелинце“, посвећен АСНОМ-у (Антифашистичком сабору народног ослобођења Македоније).

## Географија
Пелинце је смештено у северном делу Северне Македоније, близу државне границе са Србијом (2 km). Од најближег града, Куманова, село је удаљено 25 km североисточно.
Село Пелинце се налази у историјској области Средорек, у долини Пчиње, изнад које се источно уздиже планина Козјак, на око 380 метара надморске висине.
Месна клима је континентална.

## Становништво
Пелинце је према последњем попису из 2002. године имало 191 становника.
Огромна већина становништва у насељу су етнички Македонци (95%), а остатак су Срби.
Претежна вероисповест месног становништва је православље.